# Малкольм Макартур
Малкольм Макартур (англ. Malcolm Stewart Hannibal McArthur, ? 1872 — 20 лютого 1934) — британський дипломат, британський резидент у Протектораті Бруней, який доклався до збереження Брунею як держави та її реформування на початку XX століття.
Народився в сім'ї британського генерала. Випускник Оксфордського університету, він розпочав кар'єру в Цивільній службі Стрейтс-Сетлментс 1895 року. Працював у Пенангу, Селангорі й Сінгапурі.
У 1904 році призначений виконувачем обов'язки консула Британського Борнео. 3 травня 1904 року прибув до Брунею на 3 місяці з метою скласти доповідь для британського уряду, але залишився в країні до листопада через спалах епідемії кору. Відвідував Бруней у листопаді 1905 року в статусі виконувача обов'язки консула разом з резидентом Негері-Сембілану Д. Кемпбеллом (англ. D. G. Campbell) для перемовин з султаном Хашимом Джалілулем Аламом Акамаддіном щодо підписання нового договору між Брунеєм та Британією з введенням інституту резидента.
З січня 1906 року до квітня 1908 року — перший резидент Брунею. Офіс резидента розташовувався на Лабуані, який передавався від Північного Борнео до британських коронних колоній. Макартура регулярно атакував Чарлз Брук, звинувачуючи його перед урядом Великої Британії в невірній політиці щодо Брунею. Зокрема він звинувачував резидента в неналежній підготовці похорону султана Хашима, хоча Макартур передав 1000 доларів на його організацію. Діяв він і через візира-бендагару, який намовив нового султана Махаммада Джамалуля Алама скласти петицію щодо перегляду нового договору. Макартуру вдалося захиститися від усіх нападів та зберегти нову систему влади в Брунеї.
Макартур кілька разів намагався створити комісію для повернення Лімбангу з-під влади Сараваку до Брунею, але зазнав невдачі.
Під час резидентства Макартур активно сприяв перебудові столиці Брунею. Він створив план переміщення будинків з Кампонг-Аєр на суходіл, заклавши основи міста Бруней.
Після звільнення з посади резидента в Брунеї Макартур у 1916—1919 роках був секретарем Федерованих малайських держав. У 1919—1922 роках був радником у Кедаху.
У 1918 році відвідував коронацію Мухаммада Джамалуля Алама II.
Вийшов у відставку 4 жовтня 1922 року.
Помер 20 лютого 1934 року.
Історики розглядають Макартура як рятівника Брунею, оскільки він був першим британським чиновником, який відносно об'єктивно розглянув ситуацію в країні. Його 2 доповіді від 14 липня 1904 року «Замітки щодо відвідування річок Белайт і Тутонг» і 5 грудня того ж року «Доповідь щодо Брунею» змінили ставлення британського уряду до Брунею, яке до того було сформоване під впливом раджі Сараваку та його прихильників